# CAG Bird

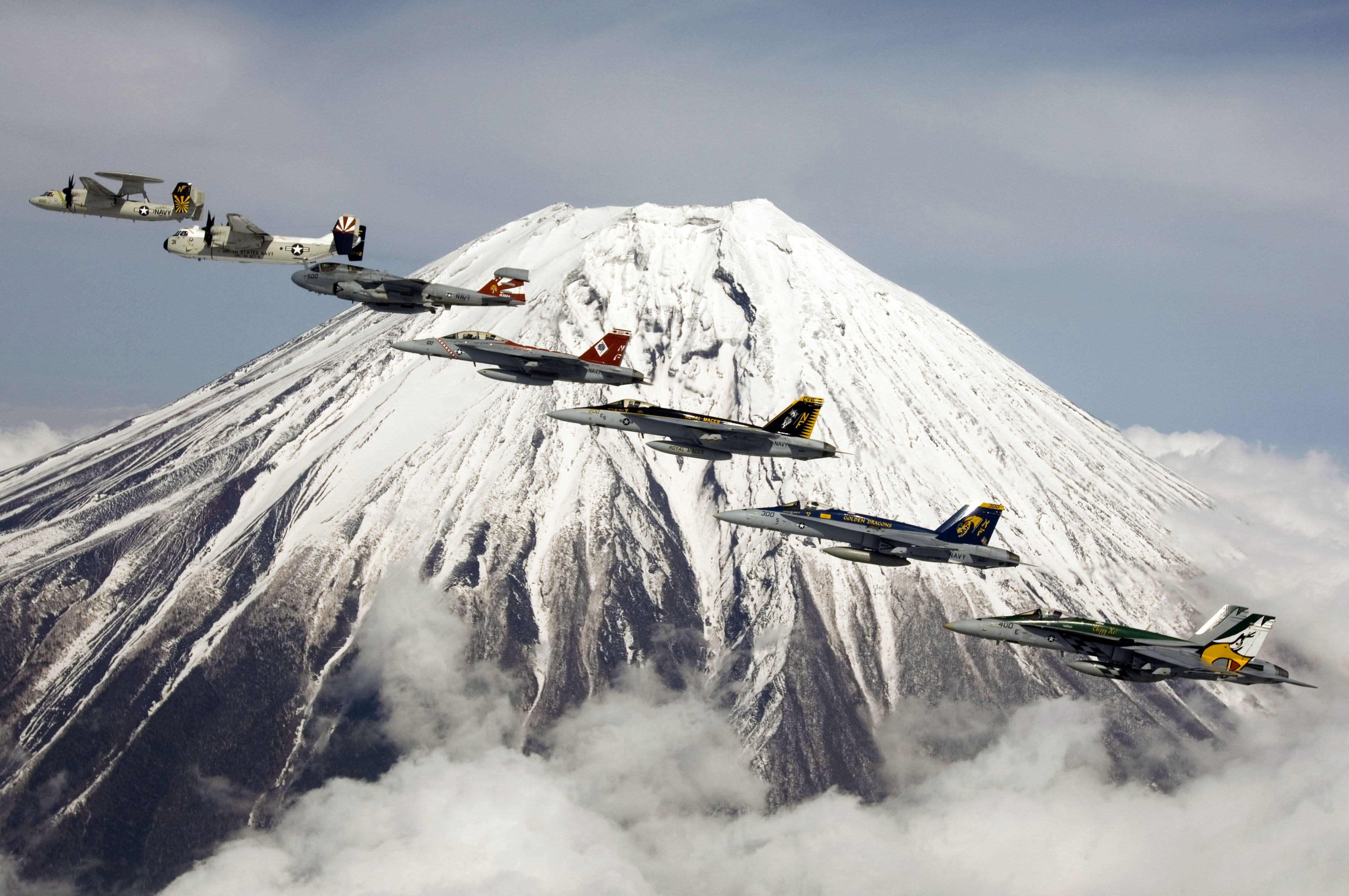
CAG Birds des Carrier Air Wing Five im Formationsflug

Mit CAG Bird wird ein Flugzeug bezeichnet, das in  einem Trägergeschwader (Carrier Air Wing) der United States Navy formal dem kommandierenden Offizier (Commander Air Group, CAG) zugeordnet ist. Meistens wird dieses, durch außergewöhnlich farbige Markierungen hervorgehobene Flugzeug jedoch nicht von dem CAG geflogen.
Jede Staffel (Squadron) eines Trägergeschwaders benennt ein CAG Bird, so dass mindestens sechs unterschiedliche CAG Birds auf einem Träger innerhalb eines Air Wing vorhanden sind. Neben der auffallenden Farbgebung sind diese Flugzeuge daran zu erkennen, dass die am Bug aufgebrachte laufenden Nummer innerhalb eines Squadrons (auch Modex  genannt) immer mit „00“ endet.

## Geschichte

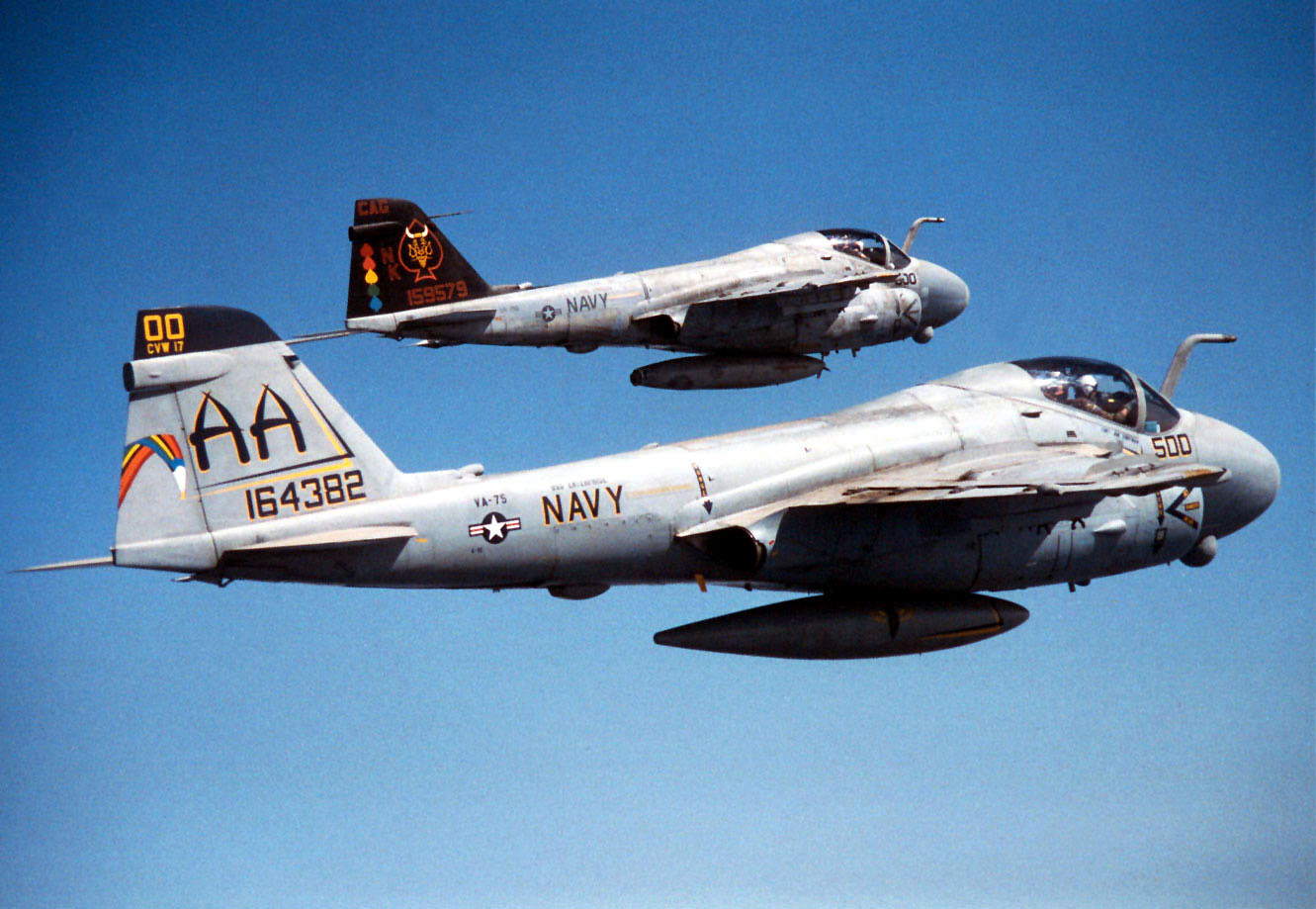
Zwei Grumman A-6 als CAG Birds

Während bis Mitte der 1920er Jahre die Flugzeuge kommandierender Offiziere nur durch Anbringung eines „Dienstsiegels“ oder Rangabzeichens kenntlich gemacht wurden, wurde es danach bis 1934 üblich den Rumpf derartiger Flugzeuge in einem dunklen Blau zu halten. Auch wurde gelegentlich der Stander eines Admirals (weiße Sterne auf blauem Feld) an der Verstrebung zwischen den Tragflächen angebracht.
Am 5. Mai 1934 erfolgte durch eine Dienstanweisung die Festlegung des Anstrichs „spezieller Flugzeuge“. Hierin wurde das Farbschema für die Maschinen von „Flag Officers“ und für die von kommandierenden Offizieren (u. a. auch auf Flugzeugträgern) beschrieben. Danach sollte für letztere bei ihren Flugzeugen der vordere Rumpf bis zum hinteren Ende der Flügelwurzel in Admiralsblau gehalten werden, für andere Bereiche war Aluminium-Silber, Goldfarbe und Chrom vorgeschrieben.
Das Flugzeug des CAG sollte zusätzlich einen diagonalen Streifen vom Motor bis zum Flügelübergang und die Beschriftung Air Group Commander unter dem Cockpit führen. Für den Streifen war als Farbe die festgelegte Farbe der Air Group vorgeschrieben.
Im November 1946 wurde eine Flugzeugkennzeichnung in der US Navy eingeführt, die schon weitgehend dem heute gültige System der dreistelligen Modexnummern entsprach. Hierbei erhielt der Air Group Commander eine volle Hunderter Nummer als Kennzeichnung.  Am 4. August 1948 wurde gleichzeitig mit einer Erweiterung des Systems von vier auf neun Squadrons festgelegt, dass der CAG die innerhalb der Air Group nur einmal vergebene Bugnummer „00“ oder wahlweise eine andere Zahl unter 100 erhalten soll. So sind neben der „00“ auch eine F4U Corsair mit der Kennung „01“ und eine F8F Bearcat mit der Markierung „0“ bekannt.  Volle Hunderterzahlen (100, 200, …) wurden nicht vergeben. Erst im März 1955 wurde wieder das von 1946 bis 1948 gültige System eingeführt, dass das einzige CAG Bird einer Air Group eine Nummer aus diesem Zahlenbereich erhält.
Wahrscheinlich wurde auch 1955 eingeführt, dass nicht nur ein CAG Bird in der Air Group existieren darf, sondern dass jedes Squadron ein eigenes CAG Bird bereitstellen kann. Von 1955 bis Anfang der 1960er Jahre war es auch üblich, dass ein Flugzeug des Squadrons, in dem der Air Group Commander ursprünglich diente, die Kennung „00“ (Double Nuts) trug.